# Current Opinion in HIV and AIDS
Current Opinion in HIV and AIDS, abgekürzt Curr. Opin. HIV AIDS ist eine wissenschaftliche Fachzeitschrift, die vom Lippincot Williams & Wilkins-Verlag veröffentlicht wird. Die erste Ausgabe erschien 2006. Derzeit erscheint die Zeitschrift zweimonatlich. Es werden Übersichtsarbeiten zu allen Aspekten der Infektion mit HIV veröffentlicht.
Der Impact Factor lag im Jahr 2014 bei 4,68. Nach der Statistik des ISI Web of Knowledge wird das Journal mit diesem Impact Factor in der Kategorie Immunologie an 28. Stelle von 148 Zeitschriften und in der Kategorie Infektionskrankheiten an elfter Stelle von 78 Zeitschriften geführt.
Chefherausgeber sind David Cooper (University of New South Wales, Sydney, Australien) und Giuseppe Pantaleo (Universität Lausanne, Schweiz).